# Jean-Paul Moisan
Jean-Paul Moisan, né le 21 septembre 1957 à Jallieu (département de l'Isère) et mort le 17 août 2012 à Noirmoutier, est un professeur de génétique médicale et entrepreneur nantais. Il est notamment l'un des premiers en France à procéder à l'expertise d'empreintes génétiques à des fins médico-légales.

## Biographie
Originaire du Poher, fils du spécialiste du lait le Pr Michel Moisan, installé à Nantes, il est mort accidentellement en mer le 17 août 2012 à l'âge de 54 ans.
Professeur de médecine, il devient chef du service génétique du CHU de Nantes et prend, en 1988, la direction du laboratoire de génétique moléculaire, qui devient rapidement leader en France dans son domaine. Il crée en juin 2003 l’Institut Génétique Nantes Atlantique (IGNA), dont il est le président.
L'IGNA est un laboratoire privé d'expertises médico-légales qui intervient en matière d'empreintes digitales, de morphoanalyse des traces de sang et d'analyses des supports informatiques et électroniques.
Spécialisé dans la détermination d'empreintes génétiques à partir de prélèvements biologiques ou d'objets saisis sur les scènes d'infractions. L'entreprise est sollicitée dans des affaires judiciaires. Elle a notamment expertisé, en 2003, les traces d'ADN du corbeau dans l'affaire du meurtre de Grégory Villemin.
Jean-Paul Moisan est l'un des promoteurs du pôle de biotechnologies de Nantes et un militant actif du rattachement de la Loire-Atlantique à la région Bretagne. Il est également l'un des vice-présidents de l'Institut de Locarn et l'un des fondateurs du Parti Breton.